# Nunatak Pozharskogo
Der Nunatak Pozharskogo (englische Transkription von russisch Нунатак Пожарского Gora Poscharskowo, deutsch ‚Poscharski-Berg‘) ist ein Nunatak im ostantarktischen Mac-Robertson-Land. Er ragt südöstlich des Dovers Peak am westlichen Ende der Stinear-Nunatakker auf.
Russische Wissenschaftler benannten ihn. Der Namensgeber ist nicht überliefert, ein möglicher Namensgeber ist aber der russische Freiheitskämpfer Dmitri Michailowitsch Poscharski (1578–1642).